# St.-Peter-und-Pauls-Kirche (Veltheim)

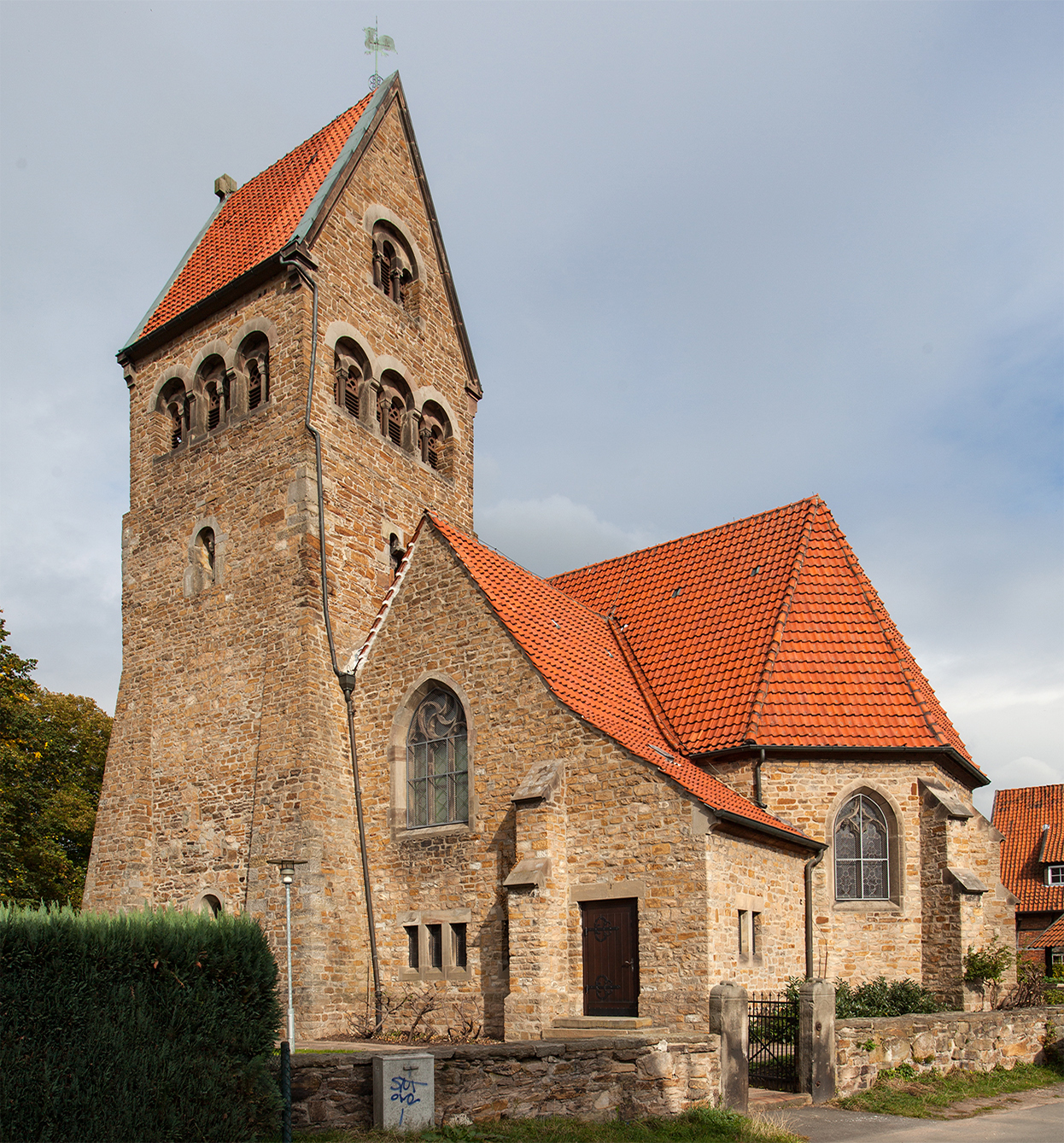
St.-Peter-und-Pauls-Kirche im Ortskern

Die St.-Peter-und-Pauls-Kirche ist das Gotteshaus der evangelisch-lutherischen Gemeinde von Porta Westfalica-Veltheim (Kreis Minden-Lübbecke). 

## Geschichte
Die Errichtung eines ersten Sakralbaus an der Stelle der heutigen St.-Peter-und-Pauls-Kirche soll auf die Edle Hildburg, der Stifterin des Klosters Möllenbeck,
zurückgehen. Die Stiftung Möllenbecks erfolgte vermutlich um 896. Eine erste urkundliche Erwähnung Veltheims erfolgte Ende des 12. Jahrhunderts, als die Edle Mathildis von Ricklingen elf Höfe der Kirche schenkte.
Die romanische Bruchsteinkirche zu Veltheim wurde im 15. Jahrhundert nach Norden um ein gewölbtes Querschiff erweitert. Um 1530 wurde die Reformation eingeführt. Ende des 19. Jahrhunderts wies die alte Kirche erhebliche Baufälligkeit auf, zudem war sie für die wachsende Gemeinde zu klein geworden. Jedoch entschied man sich nicht für einen Abriss des Gotteshauses, sondern für eine grundlegende Renovierung und Erweiterung. Dabei wurde 1912 die traditionelle Ostung der Kirche aufgegeben und der Chorraum in eine neue südliche Erweiterung des Gotteshauses verlegt. Zudem wurde der romanische Turm aufgestockt. 1996 erhielt die Kirche den Namen St. Peter und Paul.

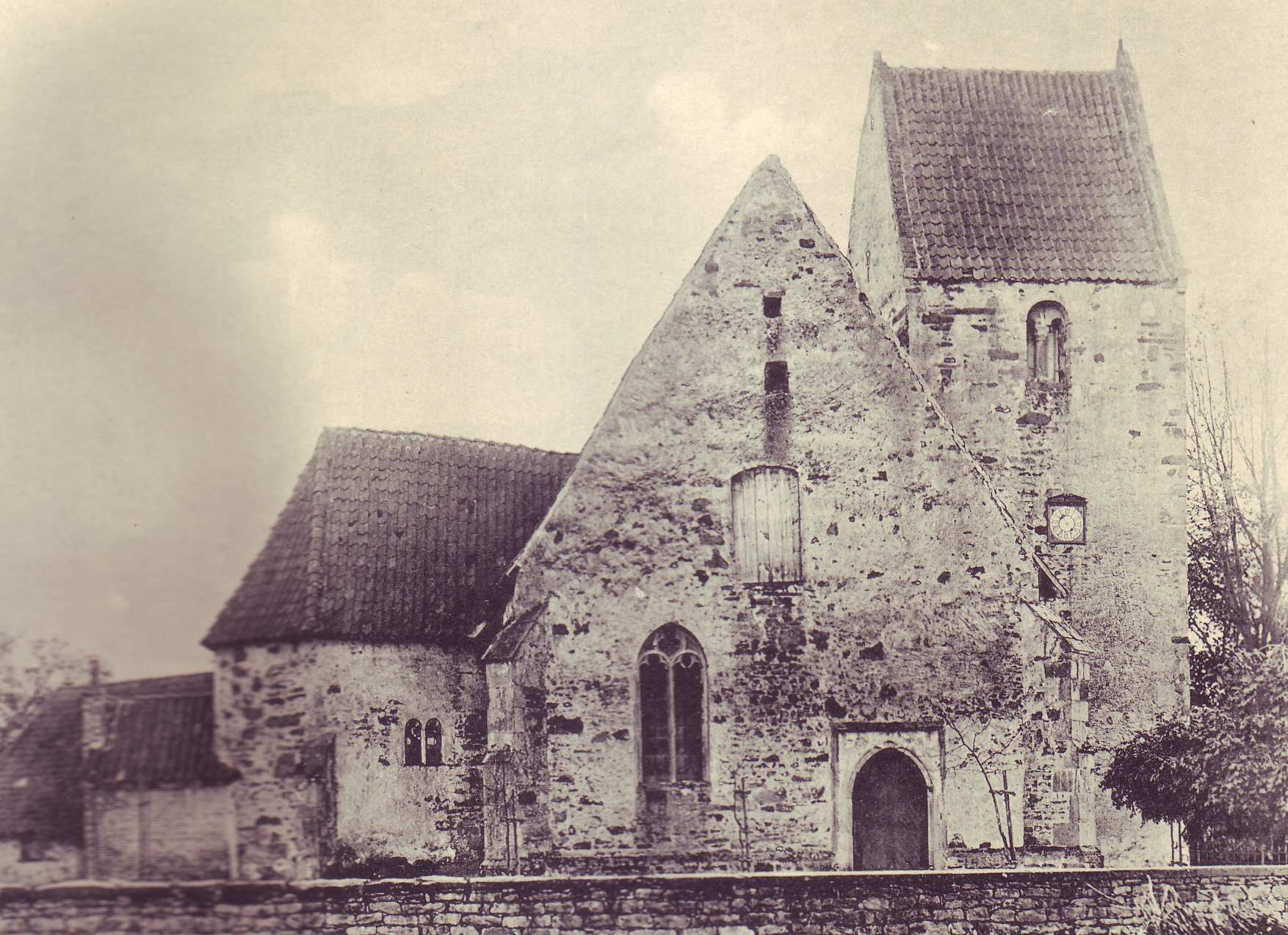
Die Kirche zu Veltheim 1893
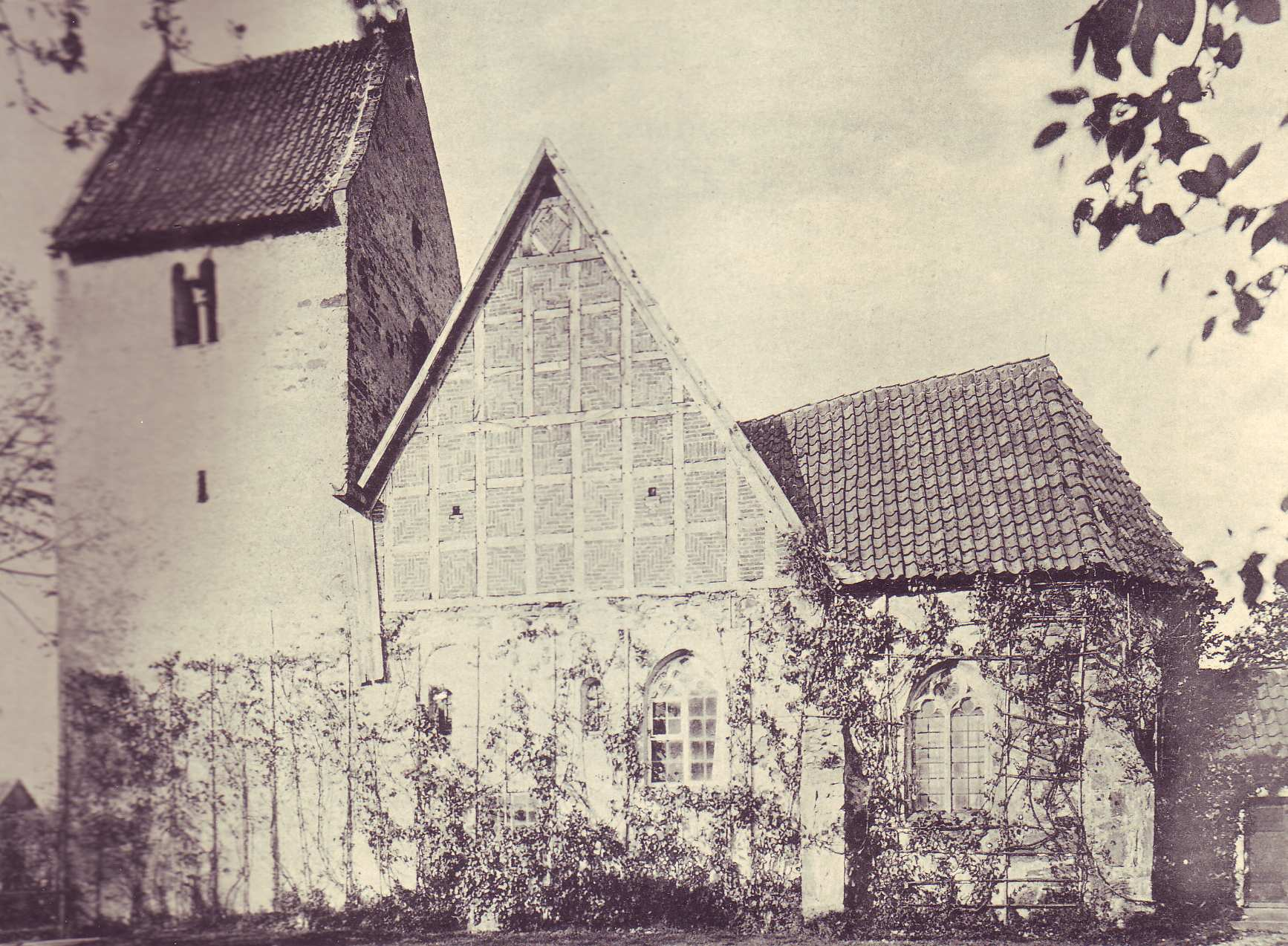
Die Kirche 1893
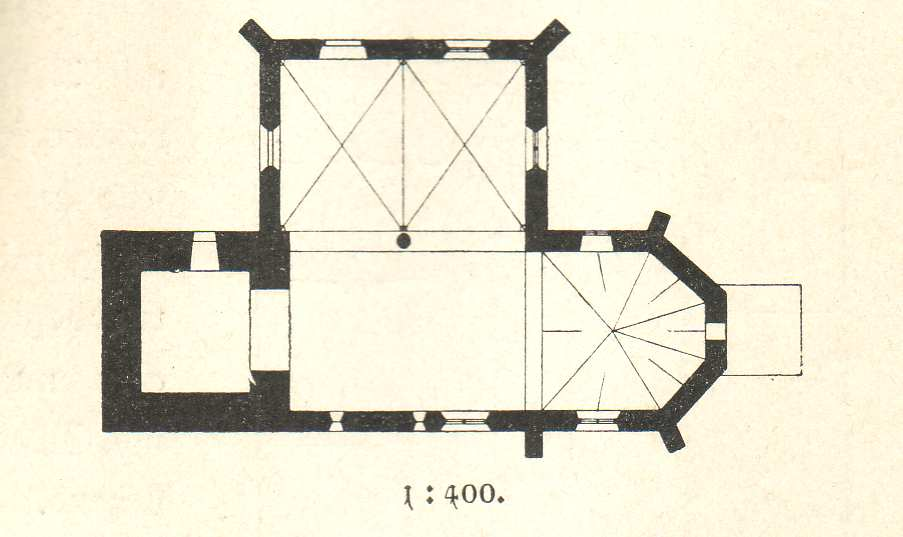
Grundriss 1902